# 霍爾庫姆冰川
75°35′S 142°48′W / 75.583°S 142.800°W
霍爾庫姆冰川（英語：Holcomb Glacier）是南極洲的冰川，位於瑪麗伯德地，處於格羅夫斯島東南面17公里，美國地質調查局根據測量和該國海軍的空中照片繪入地圖，現時由南極條約體系管理。